# Wybory parlamentarne na Malcie w 1951 roku
W wyborach do Izby Reprezentantów na Malcie w 1951 roku zwyciężyła Partia Narodowa przy frekwencji 74,6%. Do obsadzenia było 40 miejsc w parlamencie.

## Wyniki
|  | Partia                      | Głosy  | Procent | Mandaty |
|  | --------------------------- | ------ | ------- | ------- |
|  | Partia Narodowa             | 39.946 | 35      | 15      |
|  | Partia Pracy                | 40.208 | 36      | 14      |
|  | Maltańska Partia Robotników | 21.158 | 19      | 7       |
|  | Partia Konstytucyjna        | 9.150  | 8       | 4       |
|  | Niezależni                  | 2.163  | 2       | 0       |